# جنگل کهن آوگوستوف

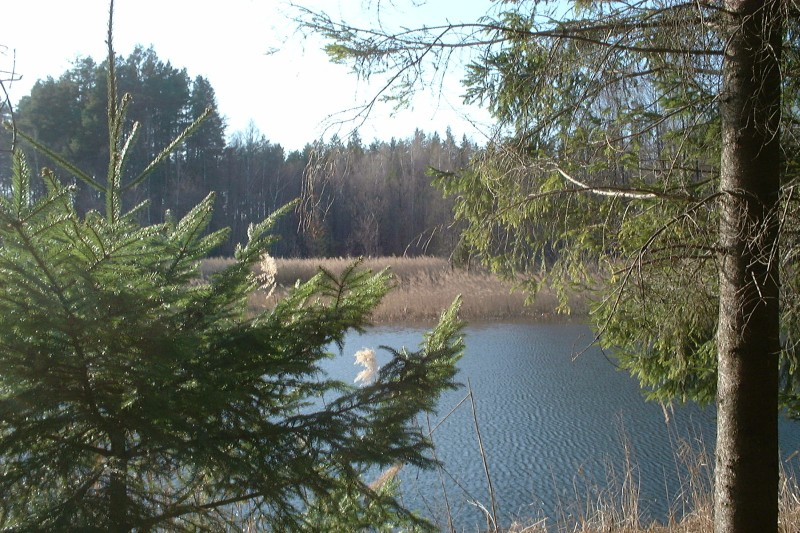
یک ذخیره‌گاه طبیعی در جنگل آوگوستوف

جنگل کهن آوگوستوف (لهستانی: Puszcza Augustowska) یک جنگل کهن با مساحت ۱۶۰۰ کیلومتر مربع (۴۰۰ هزار هکتار) است که در کشورهای لهستان، بلاروس و لیتوانی قرار دارد.
قسمت لهستانی این جنگل در شمال‌شرق کشور و استان پودلاسکی واقع شده که یکی از جدیدترین پارک‌های ملی لهستان به نام پارک ملی ویگرسکی در سال ۱۹۸۹ در آن ایجاد شده‌است.